# Коми книжное издательство
«Ко́ми кни́жное изда́тельство» — советское и российское государственное издательство. Основано в 1920 году в Усть-Сысольске. Ликвидировано в 2007 году.

## История
Основано в 1920 году как Литературно-издательский подотдел Зырянотдела Народного комиссариата по делам национальностей РСФСР по инициативе В. А. Молодцова. В 1921 году стало «Коми областным отделением Государственного издательства РСФСР», Литературно-издательским подотделом Коми областного отдела народного образования. В 1923 году получило нынешнее название.
В 1920-е годы было выпущено 198 наименований книг и брошюр общим тиражом 500 тыс. экз., в 1926 году — 75 наименований книг и брошюр общим тиражом 222,5 тыс. экз. В 1950–1960-е годы выпускалось 200 наименований книг и брошюр ежегодно. В 1963 году издательство перешло в подчинение Государственному комитету Совета министров РСФСР по печати. В 1980-е годы было выпущено 800 наименований книг и брошюр общим тиражом 13 млн. экз. Всего в 1920–1990-е годы было выпущено 7000 наименований книг и брошюр общим  тиражом 43 млн. экз., в 2000 году — 40 наименований книг и брошюр.
Специализировалось на выпуске массово-политической, производственно-технической, художественной, детской, сельскохозяйственной и краеведческой литературы, учебной литературы для Коми школ.
В 2007 году было ликвидировано. Продолжило работу как издательство «Анбур».
| Статистика по объёмам производства. 1979–1990 годы | Статистика по объёмам производства. 1979–1990 годы | Статистика по объёмам производства. 1979–1990 годы | Статистика по объёмам производства. 1979–1990 годы | Статистика по объёмам производства. 1979–1990 годы | Статистика по объёмам производства. 1979–1990 годы | Статистика по объёмам производства. 1979–1990 годы | Статистика по объёмам производства. 1979–1990 годы |
| —                                                  | 1979                                               | 1980                                               | 1982                                               | 1983                                               | 1984                                               | 1985                                               | 1990                                               |
| -------------------------------------------------- | -------------------------------------------------- | -------------------------------------------------- | -------------------------------------------------- | -------------------------------------------------- | -------------------------------------------------- | -------------------------------------------------- | -------------------------------------------------- |
| Книг и брошюр, печатных единиц                     | 73                                                 | 75                                                 | 68                                                 | 70                                                 | 77                                                 | 76                                                 | 78                                                 |
| Тираж, тыс. экз.                                   | 1000                                               | 1001,5                                             | 1004,8                                             | 1085,8                                             | 1082,9                                             | 984,1                                              | 1382,1                                             |
| Печатных листов-оттисков, тыс.                     | н. д.                                              | 8273,8                                             | 7941,8                                             | 8205,2                                             | 10175,6                                            | 10145,9                                            | 16318,6                                            |

## Руководители
- 1920–1922 — директор Василий Александрович Молодцов[2][1]
- 1922–19?? — директор Николай Александрович Шахов[12]
- 1999–2007 — директор Пётр Митрофанович Столповский[коми][13][2]